# Марікопа (Каліфорнія)
Марікопа (англ. Maricopa) — місто (англ. city) в США, в окрузі Керн штату Каліфорнія. Населення — 1026 осіб (2020).

## Географія
Марікопа розташована за координатами 35°3′29″ пн. ш. 119°23′58″ зх. д. / 35.05806° пн. ш. 119.39944° зх. д. (35.058184, -119.399495).  За даними Бюро перепису населення США в 2010 році місто мало площу 3,89 км², уся площа — суходіл.

## Історія
Перше поштове відділення відкрито тут 1901 року. Місто існує з 1911 року.

## Демографія
Згідно з переписом 2010 року, у місті мешкали 1154 особи в 414 домогосподарствах у складі 291 родини. Густота населення становила 297 осіб/км².  Було 466 помешкань (120/км²).
Расовий склад населення:
| - 83,0 % — білих - 2,3 % — корінних американців - 1,4 % — азіатів - 0,2 % — вихідців з тихоокеанських островів - 0,1 % — чорних або афроамериканців - 9,7 % — осіб інших рас |

До двох чи більше рас належало 3,3 %. Частка іспаномовних становила 20,1 % від усіх жителів.
За віковим діапазоном населення розподілялося таким чином: 26,5 % — особи молодші 18 років, 61,8 % — особи у віці 18—64 років, 11,7 % — особи у віці 65 років та старші. Медіана віку мешканця становила 39,4 року. На 100 осіб жіночої статі у місті припадало 101,7 чоловіків;  на 100 жінок у віці від 18 років та старших — 103,4 чоловіків також старших 18 років.
Середній дохід на одне домашнє господарство  становив 45 872 долари США (медіана — 28 947), а середній дохід на одну сім'ю — 50 835 доларів (медіана — 41 346). За межею бідності перебувало 36,1 % осіб, у тому числі 46,2 % дітей у віці до 18 років та 14,5 % осіб у віці 65 років та старших.
Цивільне працевлаштоване населення становило 382 особи. Основні галузі зайнятості: сільське господарство, лісництво, риболовля — 25,1 %, освіта, охорона здоров'я та соціальна допомога — 18,3 %, роздрібна торгівля — 16,5 %.